# Львовский национальный медицинский университет имени Данила Галицкого
Льво́вский национа́льный медици́нский университе́т им. Дани́ла Га́лицкого (укр.  Львівський національний медичний університет імені Данила Галицького) — один из наибольших и старейших медицинских высших учебных заведений Украины. Основан в 1784 году. По данным международной базы Scopus университет занимает первое место среди медицинских заведений Украины.
Готовит специалистов по направлениях: медицина, медико-профилактическое дело, стоматология и фармацевтика.

## История образования
20 января 1661 года король Ян Казимир преобразовал Львовскую иезуитскую коллегию в академию с присвоением ей титула университета в составе четырёх факультетов: теологии, права, философии и медицины. Однако полноценный медицинский факультет вплоть до закрытия Университета в 1773 году так и не был образован.
21 октября 1784 года император Австрии Иосиф II подписал Патент о существовании во Львове университета в составе четырёх факультетов (теологический, юридический, философский, медицинский). 16 ноября 1784 года студентам медицины была прочитанная первая инаугурационная лекция. Именно с этого дня отсчитывает свою историю Львовский национальный медицинский университет имени Данила Галицкого.
8 ноября 1853 года Патентом императора Австрии Франца Иосифа І на философском факультете Львовского университета было открыто фармацевтическое отделение. В 1925 году фармацевтическое отделение было ликвидировано и восстановлено в 1930 году уже при медицинском факультете. 
На протяжении 1891—1898 годов были построены и начали функционировать новые учебные корпуса и клинические базы Университета: анатомофизиологический, патологоанатомический, химический, акушерства и гинекологии, хирургии, внутренних болезней, дерматовенерологии, оториноларингологии и т.д.
Так 4 апреля 1891 года было принято решение об открытии медицинского факультета при Львовском университете. Ректор университета доктор Балясиц на торжественном открытии учебного года 1891/1892 назвал это решение одним из четырёх важных событий для университета Львовского. После открытия факультета была поездка делегации Львовского университета на аудиенции к императору в ноябре 1891 года.
В марте 1900 года состоялся первый выпуск врачей в количестве 16 человек, среди которых было двое украинцев — И. Полохайло и Я. Грушкевич. Через 100 лет – в июне 2001 года дипломы об окончании Университета получили 775 врачей, провизоров и медсестер.
В первой половине XX века во Львове преподавали медицину выходцы из университетов Кракова, Вены, Гайдельберга и других ведущих европейских центров образования. Кафедры медицинского факультета Львовского университета возглавляли ученые мировой славы профессора Г. Кадый, В. Шимонович, А. Бек, Я. Прус, А. Марс, Л. Ридигер, А. Цешинский, М. Ненцкий, Я. Парнас, Р. Вайгль, В. Новицкий и многие другие.
С 1920 по 1925 год работал Львовский тайный украинский университет, возникший из-за негативного отношения польской власти к обучению украинцев во Львовском университете. С 1921 года в составе Львовского тайного университета был организован медицинский факультет, состоявший из 10 кафедр, на которых обучалось 185 студентов. В результате отсутствия соответствующей лабораторной и клинической базы студенты третьего и последующих курсов продолжали обучение в Праге, Вене, других университетах за рубежом.
В 1939 году, вскоре, после перехода западноукраинских земель в состав УССР медицинский факультет был выделен из состава Львовского университета и реорганизован во Львовский государственный медицинский институт с двумя факультетами — лечебным и фармацевтическим; всего 1139 студентов. Ректором был Макарченко Александр Федорович. В том же году при институте основана научная библиотека.
С началом немецкой оккупации Львова деятельность высших учебных заведений прекратилась. Через неделю после вступления во Львов немецко-нацистских войск, в июле 1941 года, нацисты расстреляли 36 профессоров львовских вузов, среди которых было 13 профессоров (Т. Островский, В. Добжанецкий, С. Прогульский, И. Грек, Р. Ренцкий , А. Соловей, В. Серадский, С. Манчевский, В. Новицкий, А. Цешинский, Ю. Гжендельский, Г. Гилярович, С. Руф) и 10 преподавателей медицинского института. Эта акция была лишь одним из эпизодов тщательно спланированной гитлеровцами широкомасштабной кампании тотального истребления деятелей польской науки и культуры как элиты нации (в то же время были расстреляны и украинцы-профессора медицинского института, в том числе академик А. Соловой). Во время оккупации немцы сеяли межнациональную рознь, в результате чего трагически погибли профессора А. Ластовецкий, Б. Яловый, А. Бек.
4 сентября 1941 года профессор Маркиян Панчишин получил согласие на восстановление медицинского института с обучением на немецком языке. После вступительных экзаменов абитуриентов и пересдачи студентами всех экзаменов на немецком языке было зачислено 1238 украинцев и 322 поляка, обучение началось 1 апреля 1942. 20 мая 1942 года распоряжением немецкой оккупационной администрации на базе Львовского медицинского института их учебные программы принципиально не отличались от предвоенных и были практически идентичными немецким программам высшего медицинского образования. Несколько позже вышеупомянутое учебное заведение получило официальное название Государственные медикопрофилактические профессиональные курсы. Его организация и деятельность стали возможны благодаря самоотверженному жертвенному труду народного профессора М. Панчишина и доктора Р. Осинчука.
1 октября 1944, через два месяца после занятия Львова советскими войсками, во Львовском государственном медицинском институте начался новый учебный год.
Начиная с 1961 года, наряду с подготовкой национальных кадров, Университет осуществляет обучение иностранных граждан из стран Европы, Азии, Африки и Америки. За 40 лет подготовлено около 2000 врачей и провизоров — иностранцев, успешно работающих во многих странах мира. С 1997 года начато и динамично развивается обучение иностранных студентов на английском языке.
17 октября 1996 года постановлением Кабинета Министров Украины №1262 Львовский государственный медицинский институт получил статус высшего учебного заведения IV уровня аккредитации и был переименован в Львовский государственный медицинский университет.
21 октября 1998 года Университету присвоено имя Даниила Галицкого, первого короля Галицко-Волынского государства. Даниил Галицкий проводил прогрессивные в то время государственные и административные реформы, развивал образование и культуру, совершенствовал войско и создал для него первую школу медиков, которая начала развитие медицины в Галичине.
21 августа 2003 году Указом Президента Украины № 872/2003 Львовскому государственному медицинскому университету имени Данила Галицкого, учитывая общегосударственное и международное признание последствий его деятельности, весомый вклад в развитие национального образования и науки, предоставлен статус Национального медицинского университета.

## Названия
Основные названия:
- медицинский факультет Львовского университета (1784—1805),
- медицинский факультет Львовского университета имени Франца І (1817—1918),
- медицинский факультет Львовского университета имени Яна Казимира (1919—1939),
- Львовский государственный медицинский институт (1939—1941),
- Государственные медико-естественные профессиональные курсы (1942—1944),
- Львовский государственный медицинский институт (1944—1984),
- Львовский ордена Дружбы народов государственный медицинский институт (1984—1996),
- Львовский государственный медицинский университет (1996—1998),
- Львовский государственный медицинский университет имени Данила Галицкого (1998—2003).

21 августа 2003 года Указом президента Украины № 872/2003 Львовскому государственному медицинскому университету имени Данила Галицкого, учитывая общегосударственное и международное признания результатов его деятельности, весомый вклад в развитие национального образования и науки, предоставлен статус национального.

## Архитектура главных корпусов
Главный корпус медицинского университета по улице Пекарская, 52, был выстроен в 1892 году архитектором Ю.Браунзейсом в стиле историзма (неоренессанса). Это пример комплекса сооружений для нужд высшего учебного заведения конца XIX века. Комплекс сооружался в живописном восточном предместье Львова, в парковом окружении.
Три здания (корпус анатомии, корпус гигиены и корпус фармакологии) компонуются в форме буквы П вокруг открытого двора-курдонера, создавая единый ансамбль. Центральным звеном ансамбля является корпус анатомии, развёрнутый главным фасадом к улице Пекарской. Это двухэтажное кирпичное штукатуренное сооружение с высоким цокольным этажом и черепичной крышей. Центральный ризалит с главным входом украшен на уровне второго этажа ионическими пилястрами. Над ризалитом надстроен аттик и фронтон с картушем. Первый этаж и цоколь оформлены рустом. Прорезы окон второго этажа на выступлении ризалита — арочной формы. В других партиях фасада — окна прямоугольные. Окна первого и второго этажей взяты в профилированные обрамления. В интерьере привлекает внимание парадная лестничная клетка и большая амфитеатральная учебная аудитория в центральном корпусе. Внутреннее планирование зданий основано на коридорно-анфиладной системе.
Корпуса гигиены и фармакологии расположены симметрично, с обеих сторон от корпуса анатомии. Они ориентированы на ул. Пекарскую торцевыми фасадами, а главными фасадами обращены друг к другу. Эти корпуса — также кирпичные штукатуренные здания, двухэтажные, с цокольным этажом.
Перед корпусом института на ул. Пекарской, 52 в 1975 г. сооружён памятник медикам, которые погибли во время Второй мировой войны. Авторами мемориала были скульптор Петр Скорняк и архитектор Аполлон Огранович.

## Преподавательский состав
Многие профессора медуниверситета заслужили славу далеко за пределами Украины: Р. Барыляк, А. Бек (Adolf Beck), Ю. Беррес (Joseph Berres), Э. Бернацкий (Edmund Biernacki), В. Василенко, Р. Вайгль (Rudolf Weigl), Т. Вильчинский (Tadeusz Wilczynski), Б. Гакет (Balthasar Hacquet), Х. Хальбан (Henryk Halban), Й. Гильденбранд (Johann Hildenbrand), Ф. Гроер (Franciszek Groer), Г. Даниленко, А. Дибан, А. Духек (Adalbert Duchek), Г. Кадый (Henryk Kadyi), К. Калига (Carl Caliga), Г. Караванов, А. Крупинский (Jedrzej Krupinski), П. Кучера (Pawel Kucera), А.Ластовецкий, В. Лукасевич (Wlodzimierz Lukasiewicz), Ф. Мазох (Francisco Masoch), А. Марс (Antoni Mars-Noga), В. Новицкий (Witold Nowicki), М. Панчишин, Я. Парнас (Jakub Parnas), Я. Рачиньски (Jan Raczynski), Р. Ренцки (Roman Rencki), Л. Ридигер (Ludwik Rydygier), А. Соловий (Adam Solowij), М. Туркевич, А. Цешиньский (Antoni Cieszyn’ski), В. Шимонович (Wladyslaw Szymonowich. Реестр профессоров ЛНМУ за его долгую историю достигает свыше около 500. Профессор анатомии А. П. Любомудров, проф. Скляров, проф. Кузьменко (ректор), проф. Даниленко (ректор), проф. Зербино, проф. Тиотов, проф. Митина, проф. Мартынов.

## Современность
ЛНМУ сегодня — это современное многопрофильное учебное заведение с мощной материально-технической базой, которая насчитывает 14 учебных корпусов, 41 клиническую базу, учебно-производственную аптеку, студенческую стоматологическую поликлинику. Клинические кафедры Университета расположены на базе областных, городских, железнодорожных больниц, Военного госпиталя 1120 Западного оперативного командования, Клинического госпиталя Государственной пограничной службы Украины, г. Львов, службы диспансеров и лечебных центров г. Львова. Филиалы факультета последипломного образования Университета размещены также в медицинских учреждениях г. Ровно, г. Луцка и курорта Трускавец. Кафедры оснащены современным лечебным и диагностическим оборудованием. Фонд университетской библиотеки насчитывает свыше 540 тысяч томов учебной и научной литературы из разных разделов медицины и фармации. Библиотека имеет современное компьютерное оборудование. Она связана с Интернетом и другими научными библиотеками города и обеспечивает преподавателей и студентов новейшей медицинской информацией и литературой. Университет имеет компьютерные и интернет-классы. При университете работает Ботанический сад Львовского медицинского университета.
Ныне подготовка специалистов в ЛНМУ осуществляется на семи факультетах — медицинском (№ 1 и № 2), стоматологическом, фармацевтическом (очной и заочной форм обучения), последипломного образования, факультете иностранных студентов — по образовательно-профессиональным уровням: бакалавр, специалист, магистр. В Университете функционирует аспирантура с 32 специальностями и докторантура с 6 специальностями.
На 79 кафедрах, в Институте клинической патологии, Центральной научно-исследовательской лаборатории и лаборатории промышленной токсикологии Университета работают около 1100 учёных: 114 докторов и более как 600 кандидатов наук, в том числе 95 профессоров, 387 доцентов, 680 ассистентов. Среди них есть 28 академиков, 8 корреспондентов разных академий, 9 Заслуженных деятелей науки и техники, 8 Заслуженных работников образования, 10 Заслуженных врачей Украины, 8 лауреатов Государственной премии Украины в области науки и техники.
Ныне в ЛНМУ работают известные ученые — профессора В. Г. Беседин, Б. Т. Билинский, Ц. К. Боржиевский, О. В. Владзимирская, И. Й. Влох, З. Д. Воробець, О. З. Гнатейко, М. Р. Гжегоцкий, В. В. Данилейченко, Е. Х. Заремба, Д. Д. Зербино, Б. С. Зименковский, Т. Г. Калинюк, О. Д. Луцык, О. П. Корнийчук, А. В. Магльований, Л. Б. Маркин, М. В. Павловский, Б. Л. Парновский, П. Г. Скочий, Н. И. Смоляр, С. К. Ткаченко, Б. М. Штабский и другие.

## Почëтные доктора ЛНМУ
- Ахиль Хрептовский (США) (1994)
- Павел Пундий (США) (1995)
- Шарль Бейнц (Бельгия) (1995)
- Роберт Гоц (Швейцария) (1996)
- Теодор Гельбриге (Германия) (1997)
- Мирослав Грещишин (США) (1997)
- Александр Шалимов (Украина) (1997)
- Игорь Гук (Австрия) (1997)
- Збигнев Релига (Польша) (1997)
- Альфред Приц (Австрия) (1998)
- Казимеж Имелинский (Польша) (1998)
- Станислав Лем (Польша) (1998)
- Павел Джуль (США) (1998)
- Нина Деген (Германия) (1999)
- Фрид Оельшлегель (Германия) (1999)
- Михаэль Штарк (Германия) (2000)
- Ришард Григлевский (Польша) (2001)
- Ферид Мурад (США) (2001)

## Ректоры Львовского национального медицинского университета имени Даниила Галицкого
- 1939 и.о. Музыка Максим Максимович
- 1939 — 1941 Макарченко Александр Федорович
- 1944 — 1944 Глухенький Тимофей Титович
- 1944 — 1950 Скосогоренко Григорий Филиппович
- 1951 — 1964 Кузьменко Леонид Николаевич
- 1964 — 1981 Даниленко Михаил Васильевич
- январь 1981 — февраль 1998 Павловский Михаил Петрович
- апрель 1998 — Зименковский Борис Семенович